# Mejor no hablar de ciertas cosas (película)
Mejor no hablar de ciertas cosas es una película de comedia dramática y sátira ecuatoriana de 2012 escrita y dirigida por Javier Andrade.

## Director
Javier Andrade nació en Portoviejo en 1978.  Se graduó de la Universidad San Francisco de Quito en el 2000 con una Licenciatura en Administración de Empresas y una sub-especialización en Cine. Entró al mundo del cine como actor, con papeles secundarios en los largometrajes “Ratas, Ratones, Rateros” de Sebastián Cordero, y “Alegría de una Vez” de Mateo Herrera.
En el 2002, Javier se mudó a la ciudad de Nueva York para hacer una Maestría en Dirección de Cine en la escuela de artes de la Universidad de Columbia.
En el 2004, su cortometraje “Pía” ganó premio de Público al mejor cortometraje en el Festival de Cine Cero Latitud en Quito, Ecuador. En el 2006 “Pía” fue seleccionado para ser parte del prestigioso festival New Directors/New films, organizado por The Film Society of Lincoln Center y el Museo de Arte Moderno de Nueva York.
El guion de  “Mejor no hablar (de ciertas cosas)”  ganó el premio de producción del Consejo nacional de cine en el 2007 y fue invitado al taller de guiones de la fundación Toscano en México en el 2008.
Javier ahora vive y trabaja en Ecuador, donde enseña cine y dirige comerciales, ficción y documentales. Su proyecto siguiente es “La casa del ritmo”,  una película concierto sobre la banda venezolana “Los Amigos Invisibles”.
“Mejor no hablar (de ciertas cosas)” es su ópera prima.

## Sinopsis
La vida de Paco Chávez (Francisco Savinovich) es descuidada y encantadora, una vida de drogas ilícitas y de amores prohibidos. Lucía (Leovanna Orlandini), su antiguo amor de colegio, está casada ahora con otro hombre. Una noche, Paco y su hermano menor Luis (Víctor Aráuz) entran en casa de sus padres (Héctor Napolitano y Maribel Solines) con la intención de robar un caballo de porcelana para empeñarlo y comprar más droga. Descubiertos y enfrentados por el padre, las consecuencias de aquel encuentro atormentarán a ambos hermanos para siempre.

## Premios
Premio Mejor Película en la Muestra de Cine Latino de Cataluña. Mejor película ecuatoriana en el Festival Latinoamericano de Cine de Quito en 2013.